# ساریک آندرئاسیان
ساریک گارنیکی آندرئاسیان (ارمنی: Սարիկ Գառնիկի Անդրեասյան؛ زادهٔ ۲۴ اوت ۱۹۸۴) کارگردان فیلم، تهیه‌کننده و فیلم‌نامه‌نویس اهل ارمنستان-روسیه است. وی از سال ۲۰۰۹ تا کنون فعالیت می‌کند.

## گزیده آثار کارگردانی
- عاشقانه‌های اداری. زمان ما (۲۰۱۱)
- باردار (فیلم ۲۰۱۱)
- رقابت جنسی (۲۰۱۳)
- سرقت آمریکایی (۲۰۱۴)
- مافیا: بازی بقا (۲۰۱۶)
- زمین‌لرزه (۲۰۱۶)
- نگهبانان (۲۰۱۷)
- نابخشوده (فیلم ۲۰۱۸)
- آدم آهنی (فیلم ۲۰۱۹)